# 曾锦堂
曾錦堂（1929年—1951年6月17日），男，台南州人，中國共產黨黨員，1948年9月由其老師徐國維吸收加入省工委台南市工委會，發展台南工學院附屬工業學校工作小組，光明報事件後全省大搜捕，台南市工委會遭破獲，於1951年6月17日槍決於台北水源地刑場。
2013年列名北京西山無名英雄廣場，紀念在台灣被處決的「隱避戰線烈士」。

## 生平

### 加入省工委
曾錦堂，台南人，就讀於台南工學院附屬工業學校機械科，學生時期相當活躍，1946年曾錦堂被推選為第一屆附工自治會會長，1947年二二八事件爆發，附工自治會參加臺南市學生自治總會的行動，接收消防車、糖廠的武器，協助維持治安。
二二八事件導致許多知識分子左傾，何川畢業於台南工業職業學校，1947年，在台北大同中學擔任教員，居住宿舍期間認識蔡瑞欽、郭琇琮、吳思漢，1947年5月經由郭琇琮介紹加入中國共產黨，由於郭琇琮、李媽兜都是省工委早期成員，1946年底，李媽兜就與陳文山、陳福星籌組台南市工委會，1947年何川返回台南任職台南工業職業學校，在李媽兜領導下，擔任台南市工委會重要幹部，何川吸收教師徐國維、鄭海樹入黨，1948年，曾錦堂由老師徐國維介紹加入台南市工委會，由何川領導。

### 身死馬場町
曾錦堂加入台南市工委會後，在台南工學院附屬工業學校發展工作小組，吸收林嘉明、李添木、邱焜棋加入擔任工作小組領導，1949年8月光明報事件爆發後，省工委最高領導人蔡孝乾變節，全省大搜捕， 1950年8月，情治單位循線逮捕何阿水，不久何川、曾錦堂等人陸續遭到逮捕。
韓戰爆發之後，情勢急轉直下，在軍法處的省工委要角自知由於案情嚴重可能遭重判，以「吃麵包」為暗號蘊釀越獄，1951年2月6日，何秀吉、邱焜棋、梅衡山、施教爐等人在軍法處趁機打開牢門持酒瓶攻擊獄警，參與的成員包含台南案、桃園案、李凱南等人，陳英泰稱其為軍法處「吃麵包計畫」，越獄失敗後所有參與成員除施志聰、陳溪加重徒刑外其餘都遭判處死刑，連帶加速台南案的判決，原先曾錦堂被判15年徒刑，向上呈報後，參謀總長周至柔認為：「曾錦堂係臺南工學院附屬工業學校支部負責人」，遂改判死刑。
1951年6月6日曾錦堂遭判處死刑，同年6月17日曾錦堂與同案鄭海樹、何秀吉、何川 、何阿水、黃武宗與台南工學院案唐朝雲、軒轅國權、邱焜棋、梅衡山共十人槍決於水源地刑場。
曾錦堂死後遺體由家屬領回，於台南老家正廳擺放靈堂拍下遺照，曾錦堂的大哥曾培堯是知名藝術家，曾多次與其通信，對於弟弟的死相當震撼，也因此影響了他對生命的看法及藝術表現的方式。

### 平反
2018年10月5日，促進轉型正義委員會促轉三字第1075300110B號函文，正式撤銷受難者林慶雲君等1270人之刑事有罪判決暨其刑，其中(40)安潔字第 1187 號，有關曾錦堂共同意圖以非法之方法顛覆政府而著手實行之有罪判決暨其刑及沒收之宣告正式撤銷。

## 紀念
2013年10月 北京西山國家森林公園的無名英雄廣場上立有無名英雄紀念碑，為紀念來台灣在1950年代被處決「隱避戰線烈士」而設立，曾錦堂銘刻於紀念碑上，為中共國家安全部追認之中華人民共和國烈士。